# Sabel (Burg Stargard)
Sabel ist ein Ortsteil der Stadt Burg Stargard des Amtes Stargarder Land im Landkreis Mecklenburgische Seenplatte in Mecklenburg-Vorpommern.

## Geografie
Der Ort liegt drei Kilometer südsüdöstlich der Stadt Burg Stargard und zehn Kilometer südsüdöstlich von Neubrandenburg in einem Endmoränengebiet östlich des Tollensesees. Die Nachbarorte sind Dewitz im Nordosten, Rosenhagen im Osten, Teschendorf im Südosten, Riepke im Süden, Godenswege im Südwesten, Holldorf im Westen sowie Rowa im Nordwesten.

## Geschichte
Sabel wird im Jahr 1170 als „Tsaple“ erstmals urkundlich erwähnt.
Zum 1. Juli 1950 wurde die zuvor selbständige Gemeinde Sabel in die Stadt Burg Stargard eingegliedert und dort zu einem Ortsteil.

## Bauwerke

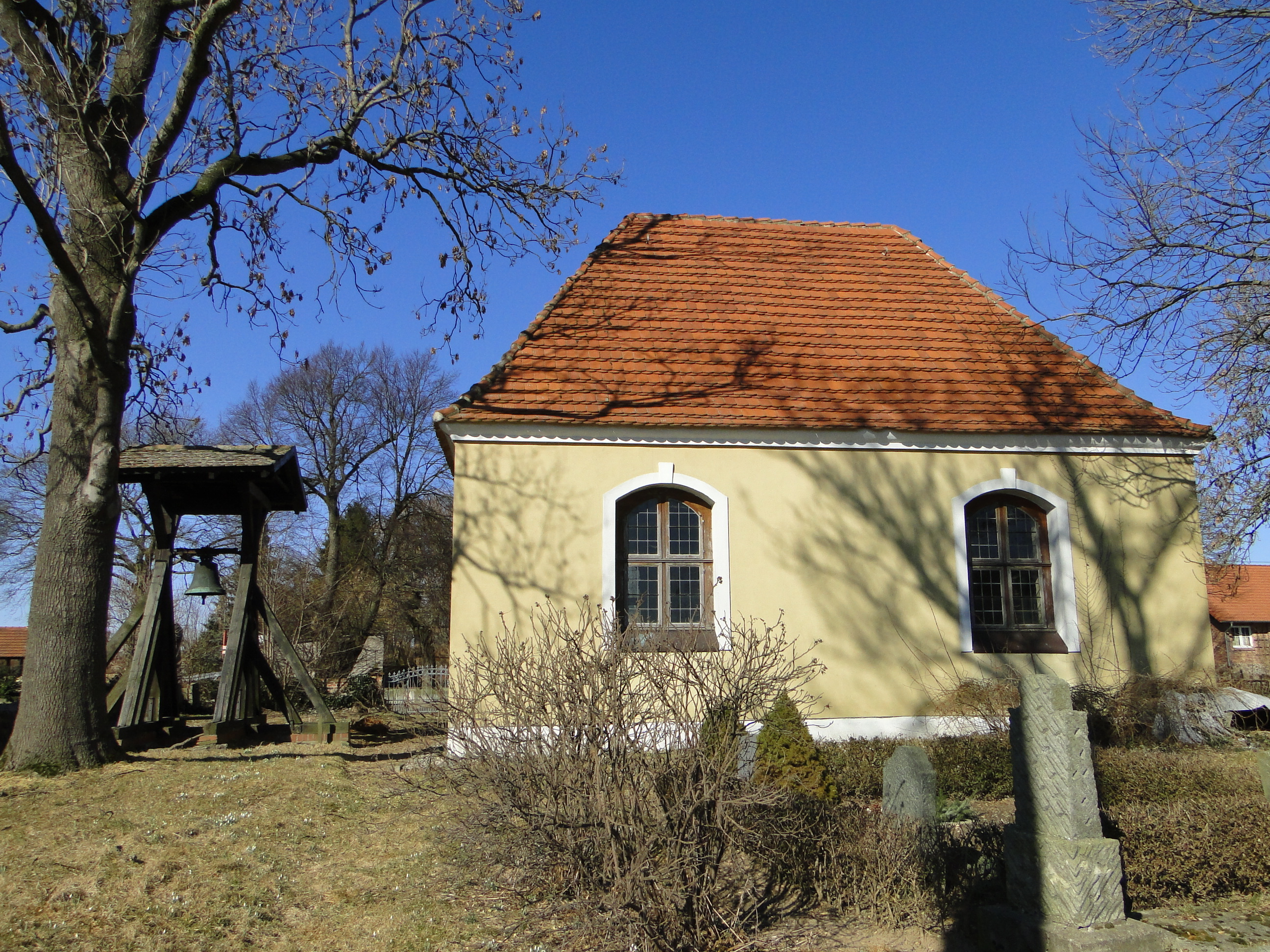
Dorfkirche Sabel

Die Dorfkirche Sabel ist in die Denkmalliste des Landkreises Mecklenburgische Seenplatte aufgenommen worden.

## Verkehr
Der Ort ist über zwei Verbindungsstraßen erreichbar. Die nördliche verbindet ihn direkt mit der Stadt Burg Stargard und die östliche führt zur in Nord-Süd-Richtung verlaufenden Landesstraße 331, die nach Burg Stargard und in der Gegenrichtung zur Bundesstraße 198 in Stolpe führt. Knapp 300 Meter westlich vom Ort führt die Berliner Nordbahn vorbei. Ein Haltepunkt existiert hier nicht.

## Persönlichkeiten
- Carl Wüsthoff (1902–1992), Journalist und Schriftsteller, wurde in Sabel geboren